# GMP Advertising
GMP Advertising este o companie românească de publicitate, înființată în anul 1998 de omul de afaceri Felix Tătaru. 
Număr de angajați în anul 2008: 47
Cifra de afaceri:
- 2008: 6 milioane Euro[2]
- 2007: 6 milioane euro[2]
- 2006: 9,2 milioane euro[3]

Venit net în 2006: 1,3 milioane euro